# ترانه‌شناسی جنی
خواننده و رپر کره‌ای جنی تاکنون یک آلبوم استودیویی، یک آلبوم تک‌آهنگ و هفت تک‌آهنگ (شامل یک مورد به عنوان آرتیست همکار) منتشر کرده است.
جنی در اوت ۲۰۱۶ به عنوان عضوی از گروه دخترانه کره‌ای بلک‌پینک وارد دنیای موسیقی شد. تا فوریه ۲۰۲۵، این گروه دو آلبوم استودیویی، دو آلبوم چندآهنگه و دوازده تک‌آهنگ منتشر کرده است. جنی در نوامبر ۲۰۱۸ اولین تک‌آهنگ انفرادی خود را به نام «سولو» را از طریق وای‌جی انترتینمنت و اینترسکوپ رکوردز منتشر کرد. این تک‌آهنگ در جدول دیجیتال سرکل کره جنوبی، جدول ۱۰۰ آهنگ داغ کی-پاپ بیلبورد و جدول ترانه‌های دیجیتال جهانی بیلبورد ایالات متحده به رتبه اول رسید. این اولین باری بود که یک خواننده انفرادی زن کی پاپ به رتبه اول در این جدول‌ها می‌رسید. «سولو» در کره جنوبی به خاطر ۲٫۵ میلیون دانلود و ۱۰۰ میلیون استریم، گواهی پلاتین دریافت کرد و در ژاپن هم گواهی طلا گرفت. آلبوم تک‌آهنگ این ترانه هم در جدول آلبوم‌های سرکل کره جنوبی به رتبه دوم رسید و به دلیل فروش بیش از ۲۵۰٬۰۰۰ نسخه در کره جنوبی، گواهی پلاتین دریافت کرد. در سال ۲۰۲۳، جنی تک‌آهنگ «تو و من» را منتشر کرد که در جدول ۲۰۰ آهنگ جهانی بیلبورد به جایگاه هفتم و در جدول ۲۰۰ آهنگ جهانی بیلبورد به جز ایالات متحده به جایگاه اول رسید و این ترانه اولین تک‌آهنگ شماره یک جنی در این جدول بود. همچنین در جدول دیجیتال سرکل کره جنوبی به رتبه چهارم و در جدول تک‌آهنگ‌های بریتانیا به رتبه ۳۹ رسید.
در سال ۲۰۲۳، تک‌آهنگ «یکی از دختران» جنی با همکاری د ویکند و لی‌لی-رز دپ، در جدول ۲۰۰ آهنگ جهانی بیلبورد به رتبه دهم و در بیلبورد هات ۱۰۰ ایالات متحده به رتبه ۵۱ رسید. این ترانه به اولین تک‌آهنگ با گواهی‌نامه پلاتین یک خواننده زن انفرادی کی پاپ در آمریکا تبدیل شد. در سال ۲۰۲۴، جنی با حضور در ترانه «اسپات!» از زیکو دومین تک‌آهنگ شماره یک خود را در جدول دیجیتال سرکل کره جنوبی و جدول ترانه‌های دیجیتال جهانی بیلبورد ایالات متحده به دست آورد. همچنین در همان سال، جنی تک‌آهنگ «مانترا» را از طریق لیبل شخصی خودش به نام آد آتلیه و کلمبیا رکوردز منتشر کرد که به عنوان تک‌آهنگ آغازین آلبوم روبی (۲۰۲۵) بود. این ترانه در جدول ۲۰۰ آهنگ جهانی بیلبورد و جدول دیجیتال سرکل کره جنوبی به رتبه سوم رسید، وارد جدول بیلبورد هات ۱۰۰ شد و در رتبه ۹۸ قرار گرفت. همچنین «مانترا» اولین تک‌آهنگ یک خواننده انفرادی زن کره‌ای بود که در جدول تک‌آهنگ‌های بریتانیا به رتبه ۳۷ رسید.

## آلبوم‌های استودیویی
| عنوان | جزئیات                                                                                    |
| ----- | ----------------------------------------------------------------------------------------- |
| روبی  | - انتشار: ۷ مارس ۲۰۲۵ - ناشر: آد آتلیه، کلمبیا - فرمت: سی‌دی، کاست، دانلود دیجیتال، استریم |

## آلبوم‌های تک‌آهنگ
| عنوان | جزئیات                                                                                 | بالاترین جایگاه جدول | فروش‌ها               | گواهی‌نامه‌ها        |
| عنوان | جزئیات                                                                                 | کره جنوبی            | فروش‌ها               | گواهی‌نامه‌ها        |
| ----- | -------------------------------------------------------------------------------------- | -------------------- | -------------------- | ------------------ |
| سولو  | - انتشار: ۱۲ نوامبر ۲۰۱۸ - ناشر: وای‌جی، اینترسکوپ - فرمت: سی‌دی، دانلود دیجیتال، استریم | ۲                    | - کره جنوبی: ۲۵۰٬۰۰۰ | - کی‌ام‌سی‌ای: پلاتین |

## تک‌آهنگ‌ها

### به عنوان آرتیست اصلی
| عنوان                                                                         | سال  | بالاترین جایگاه جدول | بالاترین جایگاه جدول | بالاترین جایگاه جدول | بالاترین جایگاه جدول | بالاترین جایگاه جدول | بالاترین جایگاه جدول | بالاترین جایگاه جدول | بالاترین جایگاه جدول | بالاترین جایگاه جدول | بالاترین جایگاه جدول | فروش                                          | گواهی‌نامه‌ها                                                           | آلبوم                                          |
| عنوان                                                                         | سال  | کره جنوبی            | استرالیا             | کانادا               | ژاپن هات             | ام‌ال‌وای              | نیوزیلند             | سنگاپور              | بریتانیا             | ایالات متحده         | دابلیودابلیو         | فروش                                          | گواهی‌نامه‌ها                                                           | آلبوم                                          |
| ----------------------------------------------------------------------------- | ---- | -------------------- | -------------------- | -------------------- | -------------------- | -------------------- | -------------------- | -------------------- | -------------------- | -------------------- | -------------------- | --------------------------------------------- | --------------------------------------------------------------------- | ---------------------------------------------- |
| «سولو»                                                                        | ۲۰۱۸ | ۱                    | —                    | ۶۷                   | ۲۲                   | ۲                    | —                    | ۲                    | —                    | —                    | —                    | - کره جنوبی: ۲٬۵۰۰٬۰۰۰ - ایالات متحده: ۱۰٬۰۰۰ | - کی‌ام‌سی‌ای: پلاتین - کی‌ام‌سی‌ای: پلاتین - آرآی‌ای‌جی: طلا - آرام‌ان‌زی: طلا | سولو                                           |
| «تو و من»                                                                     | ۲۰۲۳ | ۴                    | ۶۹                   | ۷۱                   | ۳۶                   | —                    | —                    | ۱                    | ۳۹                   | —                    | ۷                    | - ایالات متحده: ۴٬۳۴۸                         | —                                                                     | تک‌آهنگ بدون آلبوم                              |
| «یکی از دختران» (به همراه د ویکند و لی‌لی-رز دپ)                               | ۲۰۲۳ | —                    | ۳۰                   | ۲۹                   | —                    | ۱                    | ۲۸                   | ۵                    | ۲۱                   | ۵۱                   | ۱۰                   | - ایالات متحده: ۱٬۰۰۰                         | - ای‌آرآی‌ای: طلا - بی‌پی‌آی: طلا - آرآی‌ای‌ای: پلاتین - آرام‌ان‌زی: پلاتین   | آیدل قسمت ۴ (موسیقی از مجموعه اورجینال اچ‌بی‌او) |
| «حرکت آهسته» (به همراه مت چمپین)                                              | ۲۰۲۴ | —                    | —                    | —                    | —                    | —                    | —                    | —                    | —                    | —                    | —                    | —                                             | —                                                                     | Mika's Laundry                                 |
| «مانترا»                                                                      | ۲۰۲۴ | ۳                    | ۵۲                   | ۴۶                   | ۴۵                   | ۲                    | ۳۲                   | ۲                    | ۳۷                   | ۹۸                   | ۳                    | - دابلیودابلیو: ۱۵٬۰۰۰                        | —                                                                     | روبی                                           |
| «خماری عشق» (با همکاری دومینیک فایک)                                          | ۲۰۲۵ | ۹۶                   | —                    | ۷۲                   | —                    | —                    | —                    | ۵                    | ۶۴                   | ۹۶                   | ۲۹                   | —                                             | —                                                                     | روبی                                           |
| نشانهٔ «—» مواردی را نشان می‌دهد که در آن کشور منتشر نشده یا به جدول نرسیده‌اند. |      |                      |                      |                      |                      |                      |                      |                      |                      |                      |                      |                                               |                                                                       |                                                |

### به عنوان آرتیست همکار
| عنوان                         | سال  | بالاترین جایگاه جدول | بالاترین جایگاه جدول | بالاترین جایگاه جدول | بالاترین جایگاه جدول | بالاترین جایگاه جدول | بالاترین جایگاه جدول | بالاترین جایگاه جدول | بالاترین جایگاه جدول | بالاترین جایگاه جدول | بالاترین جایگاه جدول | فروش‌ها                                      | آلبوم             |
| عنوان                         | سال  | کره جنوبی            | کره جنوبی ترانه‌ها    | اچ‌کی                 | ژاپن هات             | ام‌ال‌وای              | نیوزیلند هات         | سنگاپور              | تی‌دابلیوان           | ایالات متحده ورلد    | دابلیودابلیو         | فروش‌ها                                      | آلبوم             |
| ----------------------------- | ---- | -------------------- | -------------------- | -------------------- | -------------------- | -------------------- | -------------------- | -------------------- | -------------------- | -------------------- | -------------------- | ------------------------------------------- | ----------------- |
| «اسپات!» (زیکو با همکاری جنی) | ۲۰۲۴ | ۱                    | ۱                    | ۲                    | ۶۹                   | ۶                    | ۵                    | ۷                    | ۲                    | ۱                    | ۲۴                   | - ایالات متحده: ۱٬۰۰۰ - دابلیودابلیو: ۵٬۰۰۰ | تک‌آهنگ بدون آلبوم |

## سایر ترانه‌های قرارگرفته در جدول
| عنوان                                                                         | سال  | بالاترین جایگاه جدول | بالاترین جایگاه جدول | فروش                   | آلبوم                 |
| عنوان                                                                         | سال  | کره جنوبی            | کره جنوبی بیلبورد    | فروش                   | آلبوم                 |
| ----------------------------------------------------------------------------- | ---- | -------------------- | -------------------- | ---------------------- | --------------------- |
| «ویژه» (لی های با همکاری جنی)                                                 | ۲۰۱۳ | ۲۱                   | ۱۶                   | - کره جنوبی: ۲۰۶٬۸۴۰   | اولین عشق             |
| «جی‌جی به» (کره‌ای: 지지베; انگلیسی: GG Be) (سونگ‌ری با همکاری جنی)              | ۲۰۱۳ | ۱۸                   | ۳۸                   | - کره جنوبی: ۲۰۲٬۴۴۶   | Let's Talk About Love |
| «بلک» (جی دراگون با همکاری جنی)                                               | ۲۰۱۳ | ۲                    | ۳                    | - کره جنوبی: ۱٬۰۰۹٬۷۲۰ | کودتا                 |
| «تو و من» (ورژن کوچلا)                                                        | ۲۰۲۳ | —                    | —                    | —                      | Non-album song        |
| «مانترا» (explicit version)                                                   | ۲۰۲۴ | ۵۳                   | —                    | —                      | روبی                  |
| نشانهٔ «—» مواردی را نشان می‌دهد که در آن کشور منتشر نشده یا به جدول نرسیده‌اند. |      |                      |                      |                        |                       |

## اعتبار ترانه‌سرایی
اعتبارات تمام ترانه‌ها برگرفته از انجمن کپی‌رایت موسیقی کره است مگر آنکه خلاف آن ذکر شده باشد.
| سال  | آرتیست             | ترانه             | آلبوم                    | ترانه‌سرا | ترانه‌سرا                                                                                       | آهنگساز | آهنگساز                                                                                        | تهیه‌کننده | تهیه‌کننده     | منابع         |
| سال  | آرتیست             | ترانه             | آلبوم                    | اعتبار   | به همراه                                                                                       | اعتبار  | به همراه                                                                                       | اعتبار    | به همراه      | منابع         |
| ---- | ------------------ | ----------------- | ------------------------ | -------- | ---------------------------------------------------------------------------------------------- | ------- | ---------------------------------------------------------------------------------------------- | --------- | ------------- | ------------- |
| ۲۰۲۰ | بلک‌پینک            | «دخترهای دل‌باخته» | آلبوم                    | Yes      | لورن، دنی چونگ، جیسو، تدی                                                                      | Yes     | آر. تی، ۲۴، تدی، برایان لی، لیه هیوود، دیوید گتا                                               | N         | N/A           | —             |
| ۲۰۲۱ | جنی                | «سولو (ریمیکس)»   | بلک‌پینک ۲۰۲۱ 'د شو' لایو | Yes      | ۲۴، تدی                                                                                        | Yes     | ۲۴، تدی                                                                                        | N         | N/A           | [ ۴۷ ] [ ۴۸ ] |
| ۲۰۲۳ | بلک‌پینک            | «دختران»          | تک‌آهنگ بدون آلبوم        | Yes      | دنی چونگ، مدیسون لاو، ملانی فونتانا، میشل شولز، رزی، رایان تدر                                 | Yes     | دنی چونگ، مدیسون لاو، ملانی فونتانا، میشل شولز، رزی، رایان تدر                                 | N         | N/A           | —             |
| ۲۰۲۴ | مت چمپین و جنی     | «حرکت آهسته»      | Mika's Laundry           | Yes      | فرانک دوکس، دیجون دوناس، هنری کواپیس، جیکوب رسکه، مت چمپین، رامیل همنانی                       | Yes     | فرانک دوکس، دیجون دوناس، هنری کواپیس، جیکوب رسکه، مت چمپین، رامیل همنانی                       | N         | N/A           | —             |
| ۲۰۲۴ | جنی                | «مانترا»          | روبی                     | Yes      | بیلی والش، کلودیا والنتینا، ال کمپبل، ایزابل کارلسون، جلی دورمان، Leonard Oestman, سربان کازان | Yes     | بیلی والش، کلودیا والنتینا، ال کمپبل، ایزابل کارلسون، جلی دورمان، Leonard Oestman, سربان کازان | N         | N/A           | [ ۴۹ ]        |
| ۲۰۲۵ | جنی و دومینیک فایک | «خماری عشق»       | روبی                     | N        | N/A                                                                                            | N       | N/A                                                                                            | Yes       | ایدو زمیشلانی | [ ۵۰ ]        |

## موزیک ویدئوها

### به عنوان آرتیست اصلی
| عنوان                                           | سال  | کارگردان(ها)    | مدت  | منابع  |
| ----------------------------------------------- | ---- | --------------- | ---- | ------ |
| «سولو»                                          | ۲۰۱۸ | هان سا مین      | ۲:۵۶ | [ ۵۱ ] |
| «یکی از دختران» (به همراه د ویکند و لی‌لی-رز دپ) | ۲۰۲۳ | سام لوینسون     | ۴:۱۸ | [ ۵۲ ] |
| «مانترا»                                        | ۲۰۲۴ | تانو موینو      | ۲:۲۸ | [ ۵۳ ] |
| «ذن»                                            | ۲۰۲۵ | چو گی سوک       | ۳:۳۱ | [ ۵۴ ] |
| «خماری عشق» (با همکاری دومینیک فایک)            | ۲۰۲۵ | بردلی اند پابلو | ۳:۳۷ | [ ۵۵ ] |

### به عنوان آرتیست همکار
| عنوان                         | سال  | کارگردان(ها)                   | مدت  | منابع  |
| ----------------------------- | ---- | ------------------------------ | ---- | ------ |
| «اسپات!» (زیکو با همکاری جنی) | ۲۰۲۴ | چوی یونگ سوک و رو ران (لومپنس) | ۳:۱۲ | [ ۵۶ ] |

### ویدئوهای دیگر
| عنوان                        | سال  | کارگردان(ها) | مدت  | منابع  |
| ---------------------------- | ---- | ------------ | ---- | ------ |
| «تو و من» (ویدئوی اجرای رقص) | ۲۰۲۳ | لی هان گیول  | ۳:۳۱ | [ ۵۷ ] |